# Moreszet
Moreszet (hebr. מורשת; ang. Moreshet; pol. Dziedzictwo) – wieś komunalna położona w Samorządzie Regionu Misgaw, w Dystrykcie Północnym, w Izraelu.

## Położenie
Moreszet jest położona na wysokości 309 metrów n.p.m. w zachodniej części Dolnej Galilei na północy Izraela. Leży na zachodnim skraju grzbietu górskiego Gór Jatwat (ok. 500 m n.p.m.), który położoną na północy Dolinę Sachnin od położonej na południu Doliny Bejt Netofa. Na południowy wschód od wsi jest wadi strumienia Evlajim, za którym wznosi się góra Har Acmon (547 m n.p.m.). Na północnym wschodzie wznosi się góra Har Szechanija (456 m n.p.m.), z której spływa przepływający na północ od wsi strumień Szechanija. Okoliczne wzgórza są zalesione. Teren opada w kierunku zachodnim do wzgórz Zachodniej Galilei i dalej na równinę przybrzeżną Izraela. W otoczeniu wsi Moreszet znajdują się miasta Tamra i Szefaram, miejscowości Kabul, Kaukab Abu al-Hidża, Kefar Maneda, Bir al-Maksur i I’billin, wsie komunalne Manof, Szechanija, Koranit i Micpe Awiw, oraz arabska wieś Dumajda.
Moreszet jest położona w Samorządzie Regionu Misgaw, w Poddystrykcie Akka, w Dystrykcie Północnym Izraela.

## Demografia
Stałymi mieszkańcami wsi są wyłącznie Żydzi. Tutejsza populacja jest w większości religijna (judaizm):

Źródło danych: Central Bureau of Statistics.

## Historia
Osada została założona w 1981 roku w ramach rządowego projektu Perspektywy Galilei, którego celem było wzmocnienie pozycji demograficznej społeczności żydowskiej na północy kraju. Początkowo zamieszkała tutaj tymczasowa grupa osadnicza Tikva, w skład której weszli ultraortodoksyjni Żydzi. Dopiero gdy w 1996 roku rozpoczęto budowę normalnych domów, we wsi zaczęli osiedlać się kolejni osadnicy. Wówczas nastąpiło oficjalne założenie wioski. Większość osadników należała do żydowskiej organizacji religijnej Amana, która rozwijała osadnictwo żydowskie w Palestynie. Jest to jedyna religijna wieś w tym regionie. Istnieją plany rozbudowy wsi.

## Edukacja
Wieś utrzymuje przedszkole oraz religijną szkołę podstawową.

## Kultura i sport
We wsi jest ośrodek kultury z biblioteką, oraz centrum młodzieżowego ruchu syjonistycznego Bene Akiwa. Z obiektów sportowych jest basen pływacki, sala sportowa z kompleksem boisk oraz siłownia.

## Infrastruktura
We wsi jest przychodnia zdrowia, synagoga, mykwa, sklep wielobranżowy oraz warsztat mechaniczny.

## Gospodarka
Lokalna gospodarka opiera się na działalności usługowej. Część mieszkańców dojeżdża do pracy w pobliskich strefach przemysłowych.

## Transport
Z wsi wyjeżdża się na północ na drogę nr 784 przy skrzyżowaniu z drogą nr 781. Jadąc drogą nr 784 na północny wschód dojeżdża się do miejscowości Kaukab Abu al-Hidża i wioski Koranit, lub jadąc na południe dojeżdża się do wsi Dumajda i dalej na wschód do miejscowości Kefar Maneda. Natomiast droga nr 781 prowadzi na zachód do wsi Micpe Awiw, miejscowości I’billin oraz skrzyżowania z drogą nr 70.